# Klein schoffelmos
Klein schoffelmos (Scapania curta) is een soort uit het geslacht schoffelmos (Scapania).

## Determinatie
De stengels zijn tot drie centimeter lang en vormen geelgroene tot roodachtige gazons. De bladeren zijn verdeeld tot een derde van de lengte. De bladlobben zijn ongelijk van grootte en naar de punt toe gekarteld. De bovenste lobben zijn eivormig, puntig en steken niet over de stengel uit. De onderste lobben zijn twee keer zo groot als de bovenste lobben, eivormig, puntig en driekwart zo breed als ze lang zijn. In het midden van het blad zijn de cellen 12–20 × 25–30 micrometer groot en zijn de celhoeken merkbaar verdikt. Aan de bladrand bevinden zich één tot vier rijen gelijkmatig verdikte cellen. De cuticula is glad tot papillose. Elke cel bevat twee tot vier olielichamen. Broedlichamen komen voor.
Klein schoffelmos lijkt het meeste op zandschoffelmos (Scapania irrigua). Klein schoffelmos heeft een naar verhouding iets langere onderlob en in tegenstelling tot zandschoffelmos een bladzoom. Deze bladzoom is echter zeer onopvallend.

## Ecologie
De groeiplaatsen van klein schoffelmos zijn zeer vergelijkbaar met de meeste andere soorten schoffelmos: op paden, steilkanten e.d. in bos en hei. Klein schoffelmos komt daarbij veelal wel op wat lemiger plaatsen en minder natte plaatsen voor dan bijv. 

## Verspreiding
De soort heeft een circumboreale verspreiding en komt voor van laaglanden tot subalpiene hoogten.
In Nederland is klein schoffelmos zeer zeldzaam. Het staat op de Nederlandse Rode Lijst in de categorie 'ernstig bedreigd'. Het is altijd al een zeldzame soort geweest en vanaf 1980 zijn er nog maar heel weinig vindplaatsen bekend.

## Fotogalerij

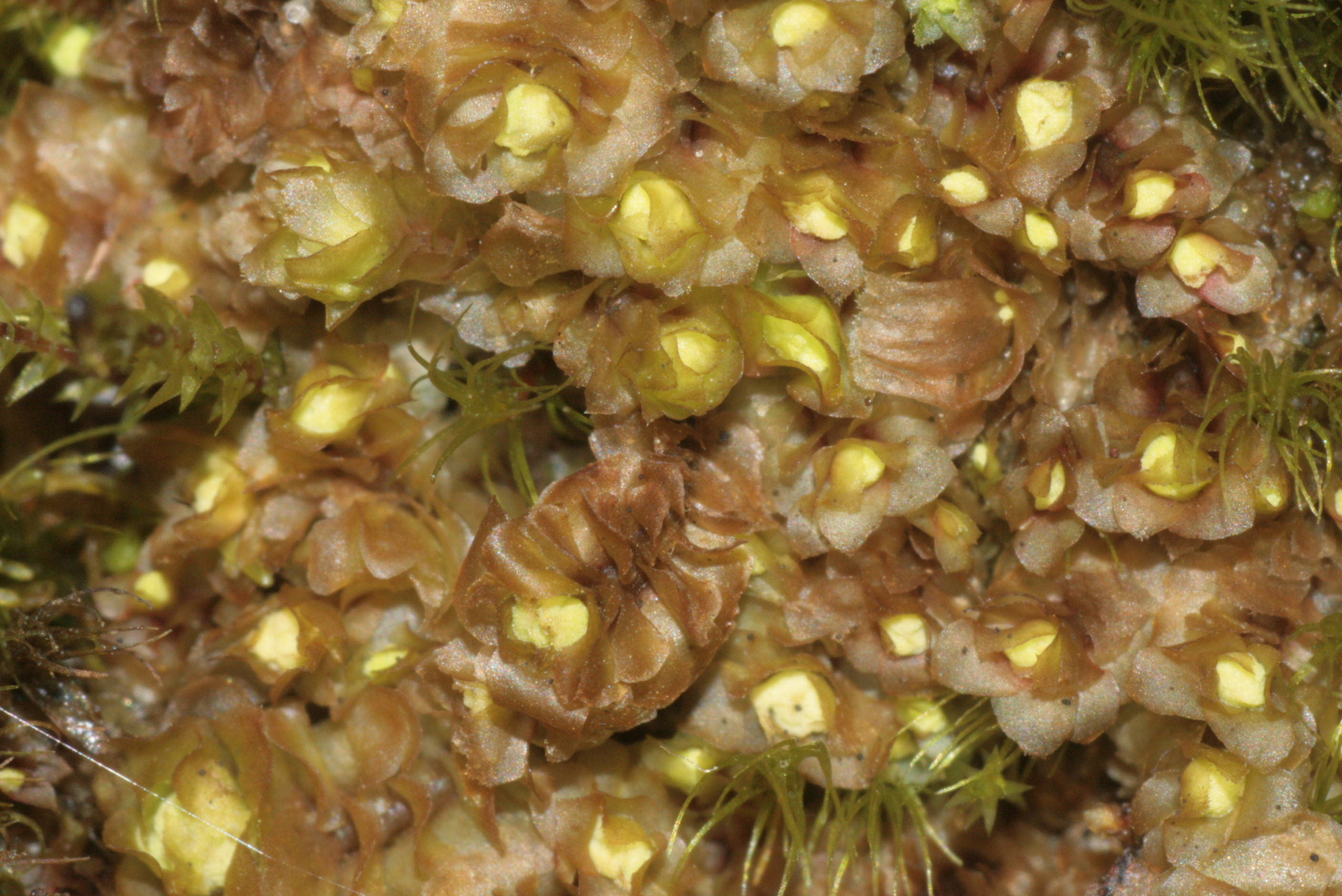
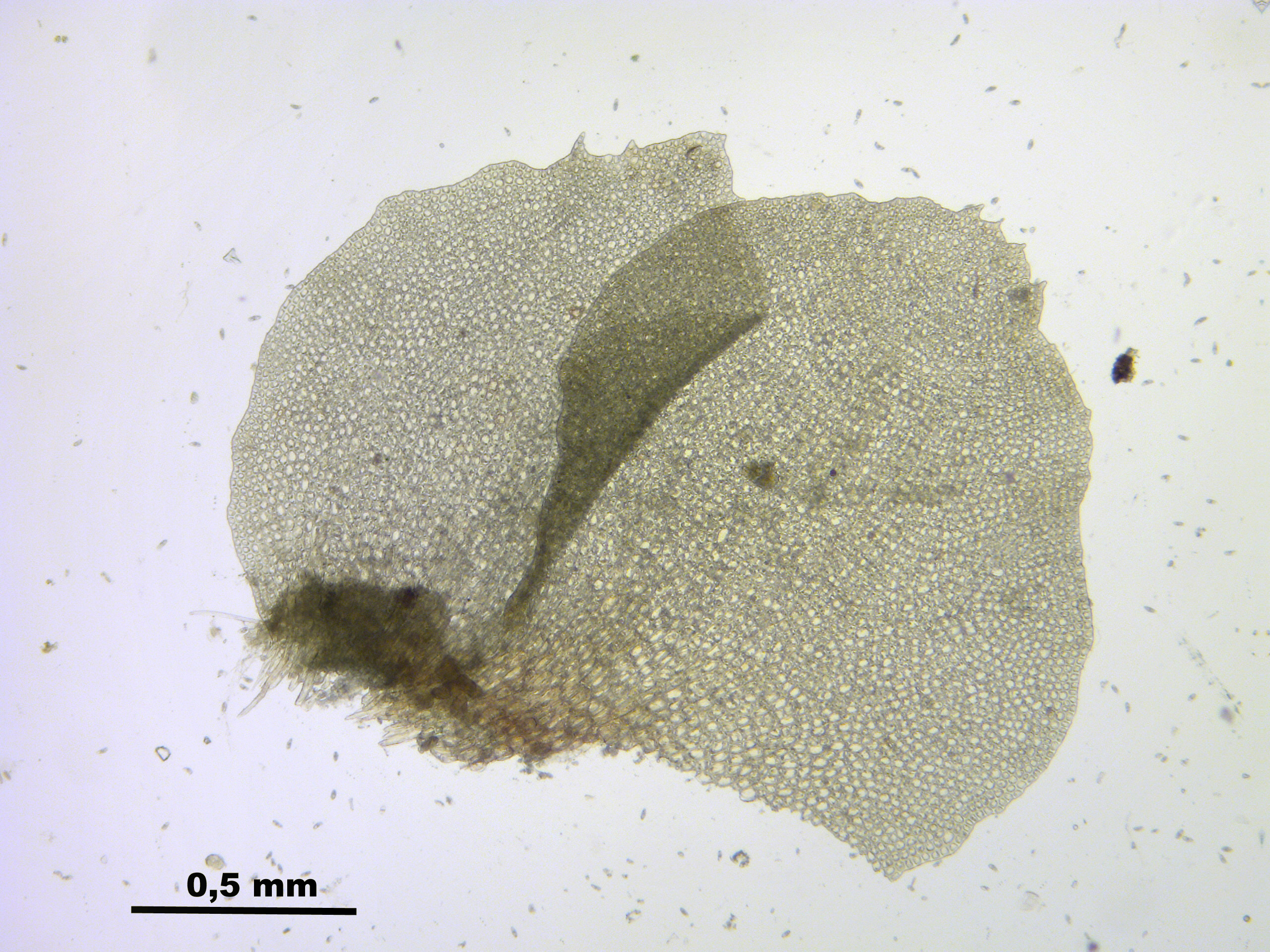
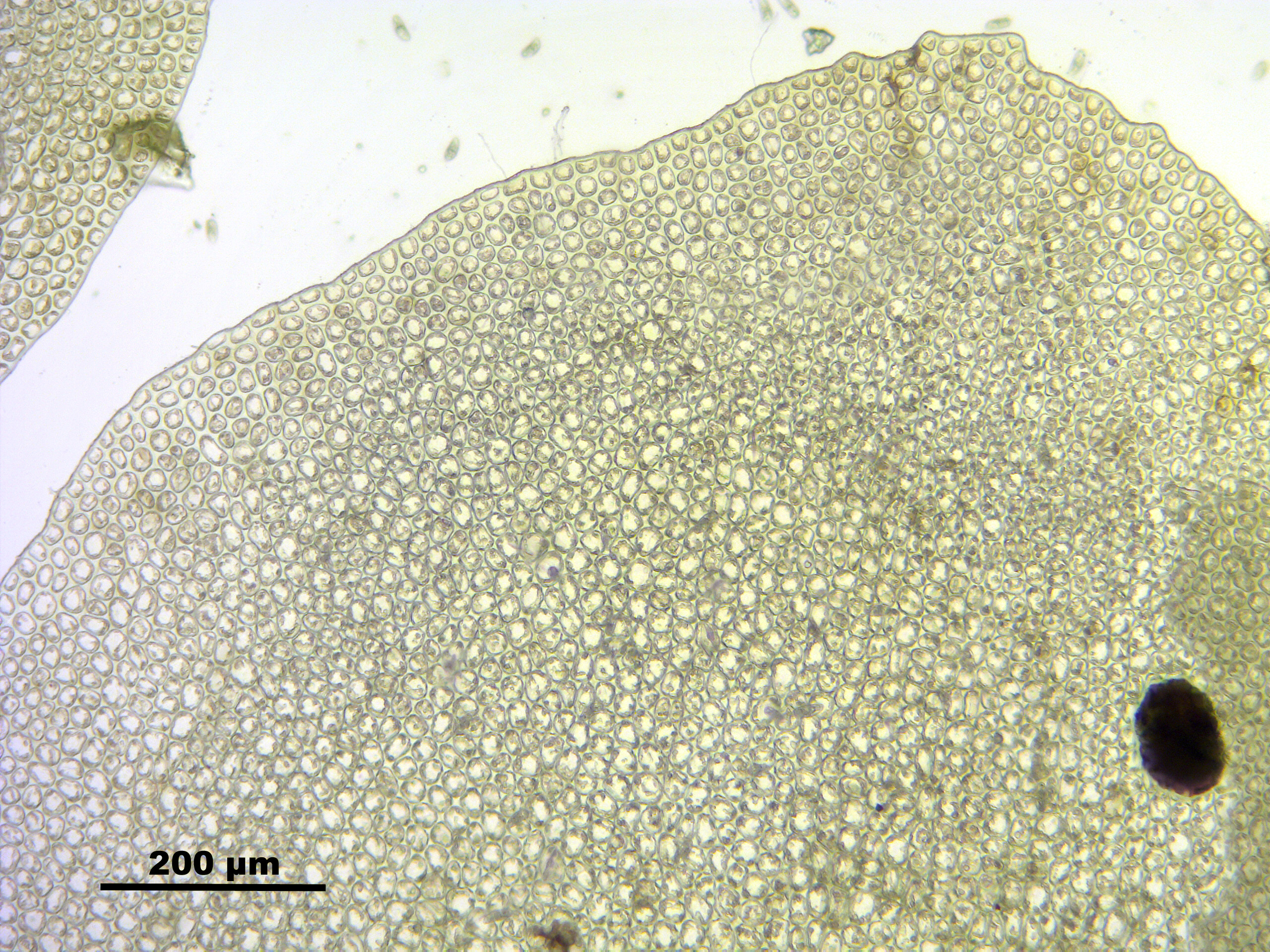
Bladtop
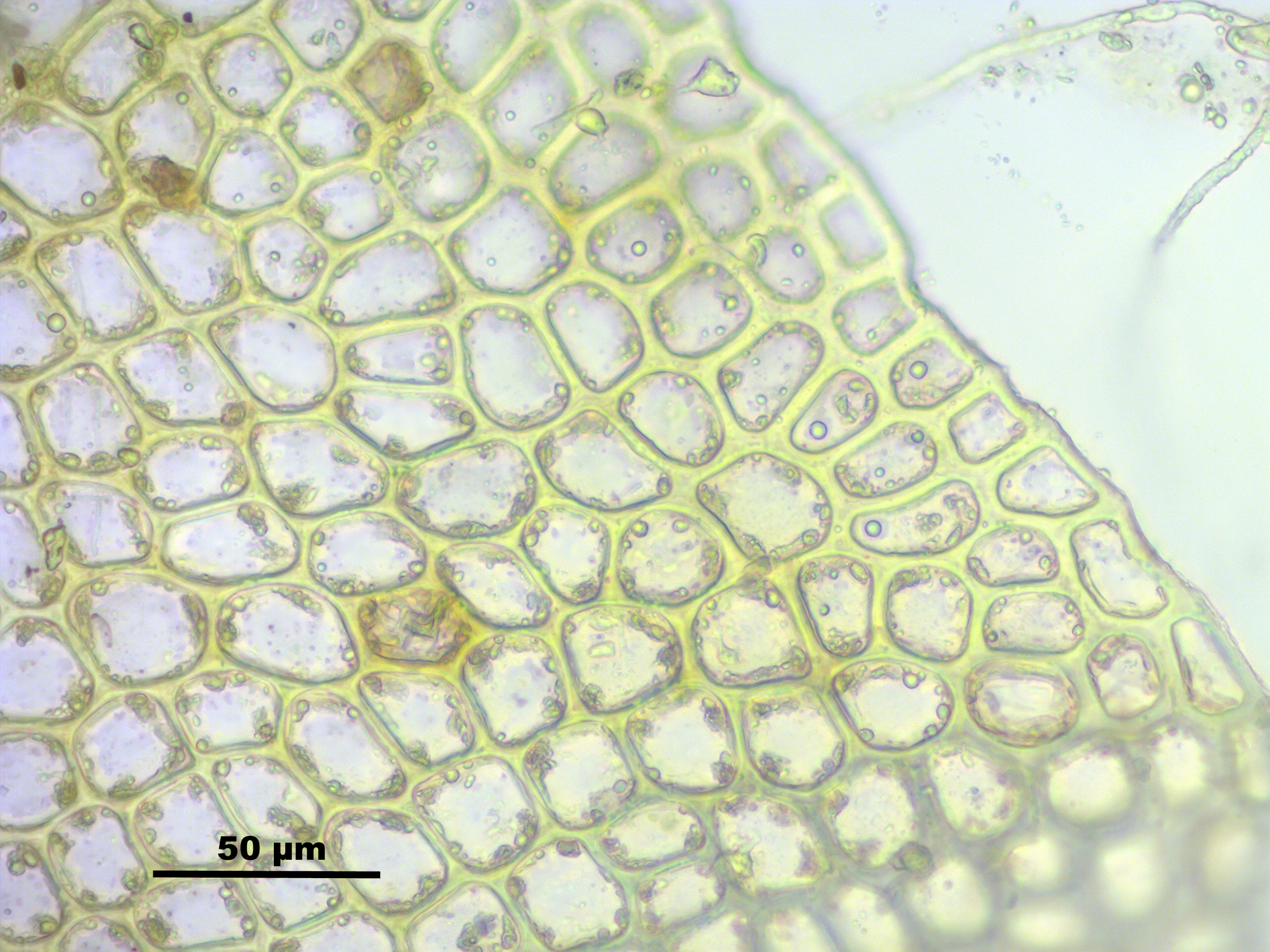
Bladcellen